# ГАЕС Рейссек ІІ
ГАЕС Рейссек ІІ — гідроелектростанція у Австрії в провінції Каринтія, споруджена у складі об'єднаного гідровузла Мальта-Рейссек (використовує водні ресурси східної частини хребта Високий Тауерн).
В 1950-х та 1970-х роках у басейні лівих приток Драви Мьолля та Мальти спорудили ряд гідроенергетичних об'єктів. При цьому станція Рейссек у своїй роботі використовувала систему водосховищ, створених у гірському масиві Рейссек (у тому числі Велике Мюльдорферзеє), тоді як значно потужніший, але з меншим напором, гідровузол Мальта (зокрема, ГЕС Роттау) спирався на водні ресурси розташованого північніше масиву Ankogel. Машинні зали названих станцій знаходяться неподалік один від одного у долині Мьолля, а траси їх головних дериваційних тунелів перетинаються.
На початку 21-го століття збільшення попиту на акумуляцію енергії у зв'язку з розвитком відновлюваної енергетики призвело до спорудження в Австрії цілого ряду нових ГАЕС на основі існуючих гідровузлів (наприклад, Фельдзеє, Лімберг ІІ). Подібним проектом стала і ГАЕС Рейссек ІІ, введена в експлуатацію у 2016 році. Для роботи в турбінному режимі вона використовує ресурс із водосховища Велике Мюльдорферзеє, тоді як у процесі гідроакумуляції отримує воду з гідровузла Мальта. Для реалізації такої схеми машинний зал станції Рейссек ІІ споруджено в підземному виконанні на висоті 1585 метрів над рівнем моря. Це дозволяє створити середній напір у 595 метрів при роботі з водосховищами станції Рейссек, а також отримувати ресурс із розташованого значно нижче від цих водосховищ дериваційного тунелю групи Мальта, пов'язані з яким водойми мають максимальний рівень у 1704 метри.
Комплекс підземної електростанції включає чотири зали. Два із них розмірами 58х25х43 метри призначені для розміщення двох гідроагрегатів з оборотними турбінами типу Френсіс потужністю по 215 МВт (як у турбінному, так і в насосному режимах). Ще два зали менших розмірів 59х15х15 метрів містять трансформаторне обладнання, призначене для роботи з максимальною напругою 220 кВ. Від верхнього резервуару до машинного залу веде напірний тунель довжиною 4,7 км, тоді як відпрацьована вода подається до головного дериваційного тунелю станції Роттау.
Будівництво, розпочате у 2010 році, потребувало інвестицій у 385 млн євро. Загальна довжина прокладених тунелів різного призначення при цьому становила 9 км, об'єм вийнятої породи 510 тис. м3, торкретування 40 тис. м3, інших бетонних робіт 120 тис. м3.